# Кларксвилл (Арканзас)
Кларксвилл (англ. Clarksville, Arkansas) — город, расположенный в округе Джонсон (штат Арканзас, США) с населением в 7719 человек по статистическим данным переписи 2000 года.
Является административным центром округа Джонсон.

## География
По данным Бюро переписи населения США город Кларксвилл имеет общую площадь в 48,69 квадратных километров, из которых 46,62 кв. километров занимает земля и 2,07 кв. километров — вода. Площадь водных ресурсов округа составляет 4,25 % от всей его площади.
Кларксвилл расположен на высоте 113 метров над уровнем моря.

## Демография
По данным переписи населения 2000 года в Кларксвилле проживало 7719 человек, 1918 семей, насчитывалось 2960 домашних хозяйств и 3240 жилых домов. Средняя плотность населения составляла около 158,8 человек на один квадратный километр. Расовый состав Кларксвилла по данным переписи распределился следующим образом: 87,60 % белых, 3,46 % — чёрных или афроамериканцев, 0,44 % — коренных американцев, 0,47 % — азиатов, 0,03 % — выходцев с тихоокеанских островов, 1,85 % — представителей смешанных рас, 6,15 % — других народностей. Испаноговорящие составили 15,26 % от всех жителей города.
Из 2960 домашних хозяйств в 30,6 % — воспитывали детей в возрасте до 18 лет, 50,0 % представляли собой совместно проживающие супружеские пары, в 11,3 % семей женщины проживали без мужей, 35,2 % не имели семей. 30,0 % от общего числа семей на момент переписи жили самостоятельно, при этом 15,6 % составили одинокие пожилые люди в возрасте 65 лет и старше. Средний размер домашнего хозяйства составил 2,43 человек, а средний размер семьи — 3,01 человек.
Население города по возрастному диапазону по данным переписи 2000 года распределилось следующим образом: 23,9 % — жители младше 18 лет, 12,5 % — между 18 и 24 годами, 27,3 % — от 25 до 44 лет, 20,0 % — от 45 до 64 лет и 16,3 % — в возрасте 65 лет и старше. Средний возраст жителей составил 35 лет. На каждые 100 женщин в Кларксвилле приходилось 92,8 мужчин, при этом на каждые сто женщин 18 лет и старше приходилось 89,2 мужчин также старше 18 лет.
Средний доход на одно домашнее хозяйство в городе составил 24 548 долларов США, а средний доход на одну семью — 30 758 долларов. При этом мужчины имели средний доход в 22 052 доллара США в год против 19 764 доллара среднегодового дохода у женщин. Доход на душу населения в городе составил 16 305 долларов в год. 16,2 % от всего числа семей в населённом пункте и 20,3 % от всей численности населения находилось на момент переписи населения за чертой бедности, при этом 24,8 % из них были моложе 18 лет и 13,4 % — в возрасте 65 лет и старше.